# いつもひとつしか傘はいらなかった
『いつもひとつしか傘はいらなかった』（いつもひとつしかかさはいらなかった）は、日本の女性シンガーソングライターである西脇唯の7枚目のアルバム（6thフルアルバム）。

## 収録曲
- 全作詞・作曲：西脇唯／編曲：羽毛田丈史（3,4,5,8）本間昭光（6,7）亀田誠治（2,10）鳥山雄司（1）武部聡志（9）重実徹（11）

1. 大切な人 (4:55)
2. 明日もあなたに恋するでしょう (5:39)
3. ララーシュの浜辺で (4:50)
4. 封印 (4:11)
5. クローゼット (4:52)
6. BLUE LAKE (4:45)
7. 愛する星で (4:30)
8. SHARE (4:52)
9. Solitude (5:47)
10. 「ピュア」～夢見る力を信じて～ (5:19)
11. Diary (5:49)